# Новоникольск (Амурская область)
Новонико́льск — село в Свободненском районе Амурской области России. Входит в состав Желтояровского сельсовета.

## География
Село Новоникольск стоит на правом берегу протоки Бусиха (правобережная протока реки Зея).
Дорога к селу Новоникольск идёт на северо-восток от районного центра города Свободный, расстояние (через Юхту-3, Черниговку, Гащенку, Желтоярово и Заган) — 54 км.
Расстояние до административного центра Желтояровского сельсовета села Желтоярово — 22 км.
От села Новоникольск на северо-восток (вверх по правому берегу Зеи) идёт дорога к сёлам Мазановского района Практичи и Сохатино.

## Население
| 2002 | 2010 | 2012 | 2013 | 2014 | 2015 | 2016 |
| ---- | ---- | ---- | ---- | ---- | ---- | ---- |
| 102  | ↘70  | ↘62  | ↘57  | ↘55  | →55  | ↗59  |
| 2017 | 2018 |      |      |      |      |      |
| ↘56  | ↘55  |      |      |      |      |      |

## Улицы
| - пер. Зелёный, - ул. Молодёжная, | - ул. Старожилов, - ул. Центральная. |